# 雲昭訓
雲昭訓，名不詳，隋朝楊勇的妾室，長寧王楊儼、平原王楊裕、安城王楊筠生母。

## 生平
其父雲定興官居都察禦史，楊勇在選妃時看上雲氏，因此纳为昭訓。
楊勇有許多妾侍，但是雲昭訓因特別受到寵愛，受到的待遇甚至與正室不相上下，這讓獨孤皇后相當不滿。楊勇的嫡妻元妃不得寵愛，氣出了心病，沒兩天就死了。元妃死後不久，雲昭訓生下一個兒子楊儼，楊勇隨即讓雲昭訓主持太子宮，後來雲昭訓又生下兩個兒子楊裕、楊筠。獨孤皇后認定是楊勇與雲昭訓合謀害死嫡妻，不但責備楊勇與妖姬雲昭訓淫樂，而害死嫡妻元氏，又派人去暗察。晉王楊廣知道母親對兄長有不滿，便假裝自己沒有姬妾，且只和蕭妃廝守。於是獨孤皇后更討厭楊勇，並對楊廣的德行大加稱讚。獨孤皇后每次抱怨雲氏專寵、感歎元氏夭亡時，楊廣也跟著痛心疾首，讓皇后更加喜愛次子，有意廢太子而立次子為太子。楊勇為此感到害怕，卻又沒有辦法；隋文帝知道他內心不安，便派楊素去觀察他，結果楊素卻故意激怒楊勇，使楊勇說出抱怨的話，從此隋文帝更懷疑他了。獨孤皇后與楊廣等人都在觀察他的一舉一動，獨孤皇后更是屢次誣陷楊勇，加上楊勇多有埋怨之言語，文帝終於廢太子為庶人，改立楊廣為太子。後杨广登基即处死杨勇。大业三年（公元607年），隋炀帝将包括云昭训所生三子在内的杨勇诸子全部杀害。